# Briccius Gauszke
Briccius Gauszke byl malíř a architekt pocházející ze Zhořelce (Görlitz) z historického území Horní Lužice v dnešním německém Sasku. Umělecky činný byl v období let 1476 a 1495. Dle jiných zdrojů působil zřejmě ještě na počátku 16. století. Svá díla realizoval jak v rodném Zhořelci, tak rovněž v Kutné Hoře a ve Vratislavi.

## Život
První jeho kutnohorské působení se datuje do let 1490 až 1493. Tehdy patřil mezi členy zdejšího kamenického a zednického cechu. Pracoval zřejmě na domech významných kutnohorských měšťanů. Dekoroval například klenby v komnatách věže Sankturinovského domu, který patřil Beneši z Trnice, sochařsky vyzdobil štít a interiéry Kamenného domu patřícímu Kroupovi z Chocemic a stál pravděpodobně i na začátku kamenických dekorací objektu Hrádku vlastněného Janem Smíškem. Od roku 1494 začal tvořit ve Vratislavi. V Kutné Hoře se v tu dobu začaly objevovat pochybnosti o délce působení Matěje Rejska, stavitele chrámu svaté Barbory. Důvodem pochybností byly Rejskovy spory s kameníky podílejícími se na výstavbě kostela. Místní městská rada proto začala roku 1495 prověřovat u vratislavské rady možnosti Gauszkeova zapůjčení do Kutné Hory. Ač Gauszke, který v té době tvořil výzdobu vratislavské radnice, kutnohorskou nabídku vyslyšel, k vlastnímu přesunu do Čech zřejmě nedošlo, neboť se nakonec vzbouření kameníci Rejskovi podvolili a ten tak neměl důvod stavbu chrámu opouštět.
Gauszke přesto na jednání do českého města přijel. Tehdy ho opětovně oslovil Jan Smíšek s prosbou o pokračování jeho spolupráce na přestavbě Hrádku a výzdobách rodinného hřbitovního kostela Nejsvětější Trojice. Pro Hrádek Gauszke realizoval kamenické dekorace a v kostele v sanktuáři vytvořil schránky pro monstranci s baldachýnem a u obou využil v té době na území Čech neužívanou sklípkovou klenbu. Úpravy obou Smíškových objektů skončil roku 1504. Pokud by se tedy na obou Gauszke podílel, pak by jeho činnost v Čechách skončila až ten rok.